# Foma Triebin
Foma Andriejewicz Triebin (ros. Фома Андреевич Требин, ur. 18 października 1904, zm. 9 lipca 1971 w Moskwie) – radziecki inżynier, naukowiec i dyplomata.

## Życiorys
W 1929 ukończył Moskiewską Akademię Górniczą, członek WKP(b), 1929-1931 inżynier i główny inżynier trustu, 1931-1934 kolejno asystent, docent, zastępca kierownika katedry i p.o. zastępcy dyrektora Moskiewskiego Instytutu Naftowego im. Gubkina, 1934-1938 doktorant Instytutu Palnych Kopalin Akademii Nauk ZSRR. Od 1938 główny inżynier Gławnieftiedobyczi, później do 1940 zastępca szefa Zarządu Technicznego Ludowego Komisariatu Przemysłu Naftowego ZSRR, od 1940 do czerwca 1941 zastępca dyrektora Moskiewskiego Instytutu Naftowego im. Gubkina. Od czerwca do listopada 1941 żołnierz Armii Czerwonej, od listopada 1941 do 1942 p.o. dyrektora Moskiewskiego Instytutu Naftowego im. Gubkina w Ufie (ewakuowanego tam z Moskwy po ataku Niemiec na ZSRR), od 1942 do lipca 1945 kierownik katedry tego instytutu, 1941 został doktorem nauk technicznych, a 1942 profesorem. Od 28 lipca 1945 do 25 marca 1950 ambasador nadzwyczajny i pełnomocny ZSRR w Wenezueli, 1950-1953 szef Zarządu Technicznego i członek Kolegium Ministerstwa Przemysłu Naftowego ZSRR, 1953-1955 dyrektor Wszechzwiązkowego Naftowo-Gazowego Instytutu Naukowo-Badawczego, 1955-1957 ponownie szef Zarządu Technicznego i członek Kolegium Ministerstwa Przemysłu Naftowego ZSRR. Od 17 października 1957 do 17 maja 1960 przewodniczący Państwowego Komitetu Naukowo-Technicznego Rady Ministrów RFSRR, 1958-1971 kierownik katedry obróbki i eksploatacji złóż gazowych Moskiewskiego Instytutu Przemysłu Petrochemicznego i Gazowego im. Gubkina, 1960-1971 kierownik naukowy laboratorium, 1961-1971 dyrektor Wszechzwiązkowego Instytutu Naukowo-Badawczego Przemysłu Gazowego. Pochowany na Cmentarzu Nowodziewiczym w Moskwie.

## Odznaczenia
- Order Lenina
- Order Czerwonego Sztandaru Pracy (dwukrotnie)
- Order „Znak Honoru”
- Tytuł "Zasłużony Działacz Nauki i Techniki RFSRR" (1964)